# Cyrtopodium brandonianum
Cyrtopodium brandonianum är en orkidéart som beskrevs av João Barbosa Rodrigues. Cyrtopodium brandonianum ingår i släktet Cyrtopodium, och familjen orkidéer. Inga underarter finns listade i Catalogue of Life.

## Bildgalleri

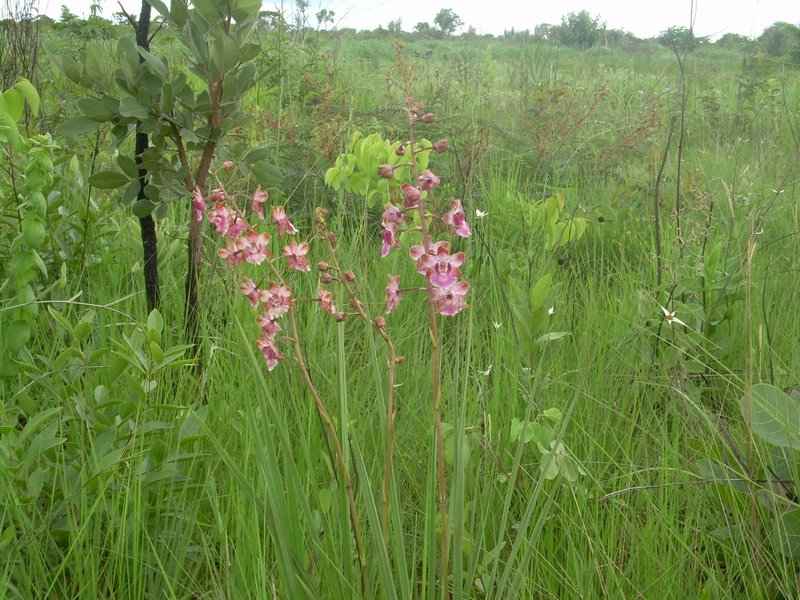
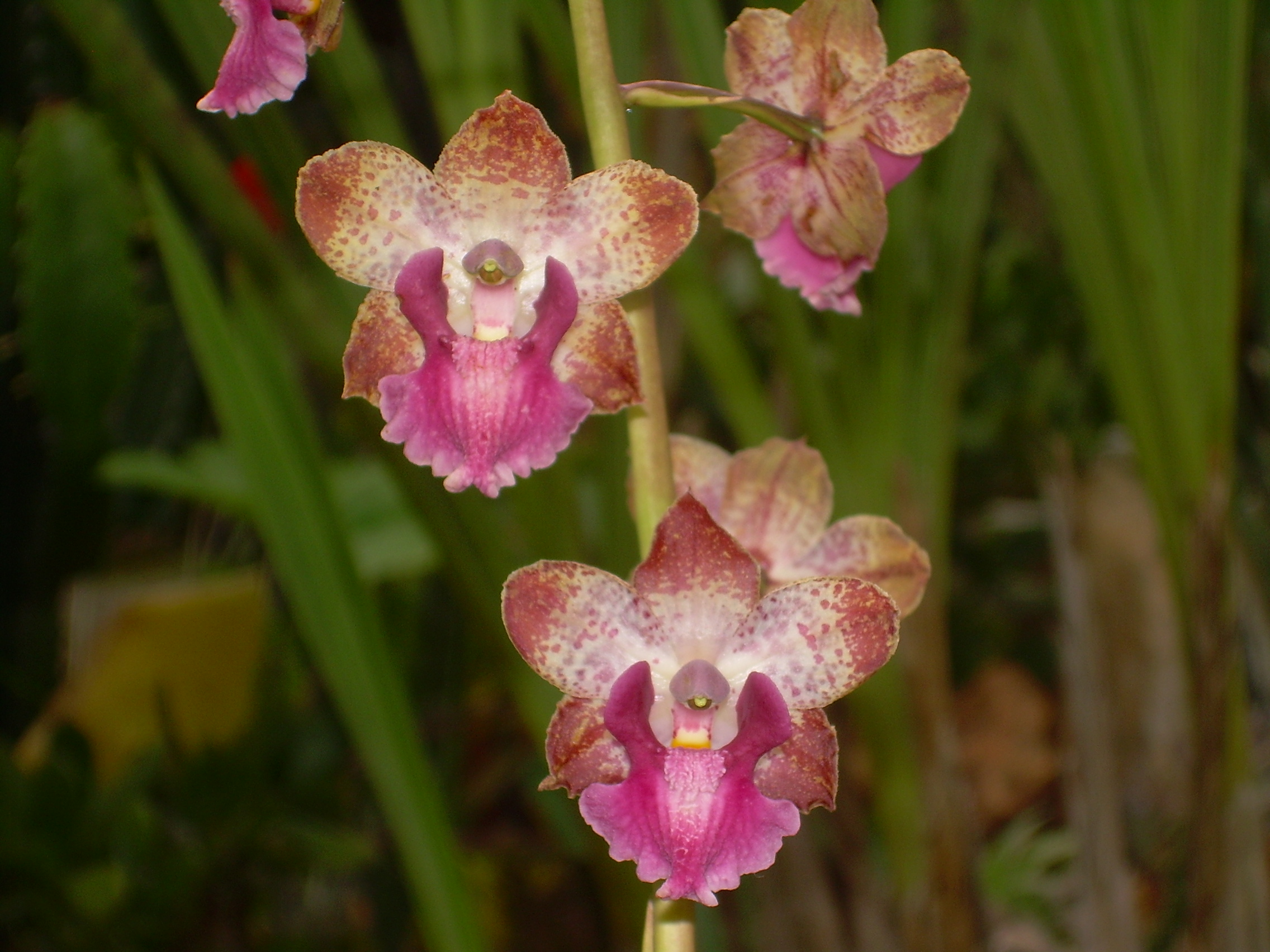